# Ydroilektrikós Stathmós Loúrou
Ydroilektrikós Stathmós Loúrou, en grec moderne : Υδροηλεκτρικός Σταθμός Λούρου, est un village du dème d'Árta, district régional d'Árta, en Épire, Grèce.
Selon le recensement de 2011, la population du village compte deux habitants.